# 270'erne f.Kr.
Århundreder: 4. århundrede f.Kr. – 3. århundrede f.Kr. – 2. århundrede f.Kr.
Årtier: 320'erne f.Kr. 310'erne f.Kr. 300'erne f.Kr. 290'erne f.Kr. 280'erne f.Kr. – 270'erne f.Kr. – 260'erne f.Kr. 250'erne f.Kr. 240'erne f.Kr. 230'erne f.Kr. 220'erne f.Kr.
År: 279 f.Kr. 278 f.Kr. 277 f.Kr. 276 f.Kr. 275 f.Kr. 274 f.Kr. 273 f.Kr. 272 f.Kr. 271 f.Kr. 270 f.Kr.